# Félix Ziem
Félix Ziem (Beaune, 26 febbraio 1821 – Parigi, 10 novembre 1911) è stato un pittore francese nello stile della Scuola di Barbizon.

## Biografia

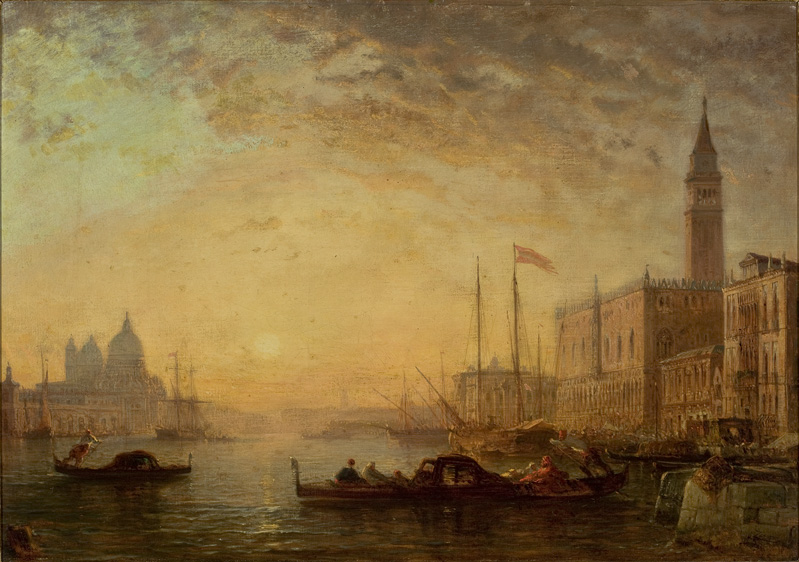
Il Canal Grande a Venezia, dipinto da Ziem.

Nato nella regione della Borgogna di Francia, originariamente Ziem progettava di diventare un architetto e studiò presso la Scuola di Architettura di Digione e per qualche tempo si dedicò a questa professione. Nel 1841, fece diventare la pittura la sua attività, in seguito ad una visita in Italia dove venne molto colpito dalla città di Venezia, un luogo che sarebbe diventato la fonte di ispirazione di molte delle sue opere. Oltre alla paesaggistica che ritraeva la "sua"  Venezia, dipinse anche molte nature morte, ritratti e paesaggi di vari luoghi, tra cui Costantinopoli, Martigues, Cagnes-sur-Mer e la sua nativa Borgogna.
Le opere di Ziem furono esposte al Salon di Parigi a partire dal 1849. Nel 1860 si trasferisce a Montmartre, il quartiere artistico della città di Parigi. Di ampie disponibilità economiche, aiutò spesso giovani artisti.
Nel 1857, il governo francese ha riconosciuto il suo contributo al mondo dell'arte, facendo di lui un Cavaliere della Legion d'Onore.
Félix Ziem morì nel 1911 e fu sepolto nel cimitero di Père-Lachaise a Parigi. La sua statua tombale è opera dello scultore francese Victor Ségoffin.
Nel 1908 fu fondato il Museo Ziem nella città di Martigues.